# Nyhistorisme
Nyhistorisme er en form for historisk orienteret litteraturanalyse. Nyhistorismen understreger vigtigheden af at studere tekster i en bred historisk kontekst, hvilket vil sige, at litteraturen ses i samspil med  religiøse, sociale, kulturelle og politiske tendenser. Tilgangen understreger, at litteraturen indgår i bredere kulturelle kredsløb og ikke kun i en rent litterær sammenhæng. Således ses litterære tekster i samspil med andre ikke-litterære tekster. Metoden eller angrebsvinklen udsprang af diskussioner blandt en gruppe forskere fra  forskellige fag om, hvordan man bedst kunne forstå ”forholdet mellem litteratur, kultur og samfund.” Litteraten Catherine Gallagher skriver således om, at læse “litterære og ikke-litterære tekster som bestanddele af fortidens diskurser, der eksisterede både inden for og uden for tekster." For Gallagher konstituerer dette synspunkt noget, som alle forskere inden for nyhistorismen kan tilslutte sig. Dette er således for nyhistoristerne en centralt del af deres opgør med en tidligere tendens i litteraturvidenskaben: at se litteratur som værende væsensforskellig fra sin socio-økonomiske baggrund. Selvom at nyhistoristerne går ud fra, at litteraturen indgår i sampil med diskurser fundet i andre tekstformer, fastholder de alligevel, at litteraturen som sådan er særligt interessant, fordi "det betydningsskabende individ her på ganske særlig vis er placeret i spændingsfeltet mellem traditionen og det vedtagne og så de konstante forsøg på at bryde hermed.
Hovedkræfterne bag nyhistorismen er litteraturforskere som Stephen Greenblatt, Jane Tompkins, Louis Montrose og Catherine Gallagher. Greenblatt, der er skeptisk over for teorier om litteratur, har understreget, at han ikke mener, at nyhistorismen (som han foretrækker at kalde cultural poetics) skal forstås som en doktrinær teori, men at nyhistorismen snarere er en fleksibel måde at arbejde med litteratur på. Greenblatt har således prøvet at lede ved eksemplets magt og skrive analyser, der er nyhistorisistiske snarere end at skrive programmatiske, teoretiske fremstillinger om, hvad nyhistorismen er. Greenblatt sammenholder ofte en kanoniseret fiktionstekst med en langt mindre kendt ikke-litterær tekst: "Herved kan han både vise, hvordan den litterære tekst er undergivet energier eller kræfter i samtiden i et kompliceret, tæt spil med andre kulturelle udtryksformer, og hvordan det litterære ikke i sig selv behøver at indtage den særstilling, som eftertiden ofte har givet det." Greenblatt skriver således, at nyhistorismen har "en intensiveret villighed til at læse alle tekstlige fortidige levn med den slags opmærksomhed som ofte kun har været litterære tekster forundt." Jane Tompkins argumenterer i tillæg til Greenblatts synspunkt, at den kanonisering, som visse litterære værker bliver udsat for, kan være med til at blokere for en forståelse af de oprindelige problemer, som litterære værker har været rettet mod.

## Baggrund
Nyhistorismen opstod i 1980'ernes USA, som en reaktion på nykritikernes forestilling om, at et litterært værk kan stå alene, og derfor skal læses uafhængigt af dets samtid eller forfatterens person. At der er tale om en reaktion afspejles meget godt af navnet nyhistorismen , der tydeligvis er afledt af nykritikken. Nyhistorismens grundlæggere anså nykritikken og dekonstruktion for at være formalistiske tilgange til litteratur. Greenblatt var fx i højere grad var inspireret af Michel Foucaults tanker, hvilket bl.a. kommer til udtryk i, at den er interesseret i at undersøge magtforhold. Denne poststrukturalistiske baggrund blev til tider også koblet med visse tanker fra marxistisk litteraturteori. Tidsskriftet Representations har længe været en vigtig publikationskanal for nyhistorismen.
E.M.W. Tillyards bog The Elizabethan World Picture (1943) fremhæves ofte som den slags litteraturhistorie, som nyhistorismen vender sig mod. Tillyard mente, at litteraturen fra en bestemt historisk epoke simpelthen udtrykker eller afspejler "tidsånden" fra den tid og på denne måde var den elisabethanske tid (1558–1603) et ordnet kulturelt system, som ikke kunne forstyrres fra neden af oprørske stemmer.

## Metode
Grundlæggende kan nyhistoristiske læsninger af litteratur karakteriseres som levnslæsninger, hvilket vil sige, at man ved at studere værker på kulturhistorisk vis kan finde frem til indsigter om den måde, datidens kultur så ud på. Fx kan en dansk historiebog fra 1948, der handler om 2. slesvigske krig i 1864, både forstås som en beskrivelse af begivenhederne i 1864. Denne måde at forstå sådan en historiebog på ville være at bruge den som beretning. En anden måde at læse dette værk på ville være at forstå det i forhold den tid, hvor historiebogen blev skrevet og udgivet (altså i 1948), dvs. kort efter at Danmark havde været besat af Tyskland i fem år. Dette er således en form for levnslæsning. Forskere med udgangpunkt i nyhistorismen ville i dette eksempel ikke således spørge efter, "hvad skete der?", men ville i stedet stille spørgsmålet, "hvordan blev disse begivenheder fortolket i fortiden?" Fremstillinger af new historicism bygger nogle gange på misforståelser om, hvad historiefaget er. Således skriver litteraten Lois Tyson, at
de spørgsmål, der stilles af traditionelle historikere og af nyhistoristiske kritikere er ganske forskellige og det skyldes, at disse to tilgange til historien er baseret på meget forskellige anskuelser af, hvad historie er, og hvordan vi kan opnå viden om den. Traditionelle historikere spørger "Hvad skete der?" Og "Hvad fortæller denne begivenhed os om fortiden?" I modsætning hertil spørger nyhistoristiske kritikere, "hvordan er en begivenhed blevet fortolket?” og "hvad fortolker fortolkningerne os om fortolkerne?"
På denne måde har visse historikere argumenteret for, at nyhistorismen ikke grundlæggende adskiller sig fra historiefaget - den er bare interesseret i læse tekster som levn. nyhistorismen er altså meget interesseret i repræsentationer og er mere interesseret i skrive kulturhistorie end begivenhedshistorie eller socialhistorie. (Denne skelnen vil for mange historikere blot blive forstået som forskellen mellem levnslæsning og beretningslæsning.) Stephen Greenblatt forklarer, at hans motivation for at udvikle nyhistorismen var, at han mente, at den historiske kontekst ofte blev brugt som en måde til "at lukke en tekst ned på"; altså at kontekstualiseringen forsimplede den litterære tekst, som han var interessereret i at forstå. Han forklarer, at "det historiske bevismateriale […] er almindeligvis blev påberåbt i litteraturkritik til at understøtte tekstanalysen virkede for at være død, fordi denne metode var en fjende af forundringen: det blev bragt ind for at bringe orden til tilfældighed og forstyrrelse." M.R. Habib argumenterer for, at "litteratur skal studeres inden for dens bredere kulturelle kontekst, i de diskursive kontekster der spænder over politik, religion og æstetik såvel som den økonomiske kontekst.”

## Subjektopfattelser
Greenblatt skriver i Renaissance Self-Fashioning, at "I alle [hans] tekster, var der så vidt [han] kunne se ingen øjeblikke med ren og uhindret subjektivitet; selve det menneskelige subjekt begyndte at virke bemærkelsesværdigt ufrit, som et ideologisk produkt af et samfunds magtrelationer." Greenblatts historiesyn er altså ikke et, der lader megen plads til det frie menneske. Ifølge hans historieforståelse er mennesket meget bundet af samfundets ideologiske strukturer. (Den britiske kulturmaterialisme levner mere plads til menneskelig agens.)

## Relaterede strømninger
Nyhistorismen diskuteres ofte som en amerikansk pendant til den britiske kulturmaterialisme, som forbindes med forskere som John Dollimore og Alan Sinfield. Denne sammenligning har bl.a. grobund i begge tilganges stærke interesse i renæssancelitteratur og en stærk tradition for tværfaglighed.